# エリック・レニーニ
エリック・レニーニ（Éric Legnini、1970年2月20日 - ）は、ベルギーのリエージュに近いユイ出身のジャズ・ピアニストであり、エリック・レニーニ・トリオ（Éric Lagnini Trio）のリーダーである。 

## 経歴
レニーニは、イタリアから来た芸術家の家に生まれた。彼は、家族で移民した先のベルギーで、6歳のときにピアノを弾きはじめ、十代でジャズをはじめた。1988年には、彼はアメリカのジャズの様式を学ぶため、2年間にわたってアメリカを旅行した。彼は、ブリュッセル王立音楽院のジャズ・ピアノの教師として帰国し、そこでジャック・ペルツァー（Jacques Pelzer）に出会うことになる。その結果、ペルツァーのアルバム『私を去らせないで（Never Let Me Go）』で、バルネ・ウィランやミシェル・グレイエ（Michel Graillier）らとともに、エリック・レニーニも客演することになる。
彼はステファノ・ディ・バティスタ・クァルテット（Stefano Di Battista Quartet）でピアノを弾くようになった。 1990年代には、フラビオ・ボルトロ（Flavio Boltro トランペット）とステファノ・ディ・バティスタ（Stefano Di Battista サクソフォーン）とともに、エリック・レニーニ・トリオを結成して演奏活動を行ない注目を集めた。彼は、アルド・ロマーノ、ベルモンド・クインテット（Belmondo Quintet）、ジョン・ルオッコ（John Ruocco）、フェリックス・シムタン（Félix Simtaine）、ミシェル・アツィ（Michel Hatzi）、ドレ・パレマーツ（Dré Palemaerts）、エマニュエル・シシ（Emanuel Cisi）、トニーニョ・オルタ 、フィリップ・カテリーン、セルジュ・レジアニ、ハイン・ファン・デ・ガイン（Hein van de Geyn）、マルシア・マリア（Marcia Maria）、ジャック・ペルツァー、アンドレ・チェッカレーリ（André Ceciarelli）、エリック・ル・ラン（Éric Le Lann）、パコ・セリー（Paco Sery）などと共演してきた。
レニーニは、フィニアス・ニューボーンの作品群に深く傾倒しており、「メンフィスのあいつ（The Memphis Dude）」という曲を彼に捧げている。この曲は、彼のアルバム『ミス・ソウル』に収録されている。レニーニは、2006年の「Octave de la musique jazz」の受賞、2011年の「Victoires du jazz」におけるアルバム『ザ・ヴォックス』での「年間最優秀器楽アルバム賞」受賞などを経験している。

## ディスコグラフィ

### アルバム
エリック・レニーニ・トリオ
- Essentiels (1990年、Igloo)
- Natural Balance (1990年)
- 『アントレーグ』 - Antraigues (1993年、P Jazz)
- Rhythm Sphere (1995年、Igloo)
- 『ミス・ソウル』 - Miss Soul (2005年、Label Bleu)
- 『ビッグ・ブーガルー』 - Big Boogaloo (2007年、Label Bleu)
- 『トリッピン』 - Trippin (2009年、B. Flat) ※全仏103位
- 『ニュー・バラッド』 - Ballads (2012年、Discograph) ※全仏55位

エリック・レニーニ&アフロ・ジャズ・ビート
- 『ザ・ヴォックス』 - The Vox (2011年、Discograph) ※全仏113位
- Sing Twice! (2013年、Discograph) ※全仏139位

ソロ
- Waxx Up (2017年、Anteprima)
- Six Strings Under (2019年、Anteprima)